# Districtul Sobrance

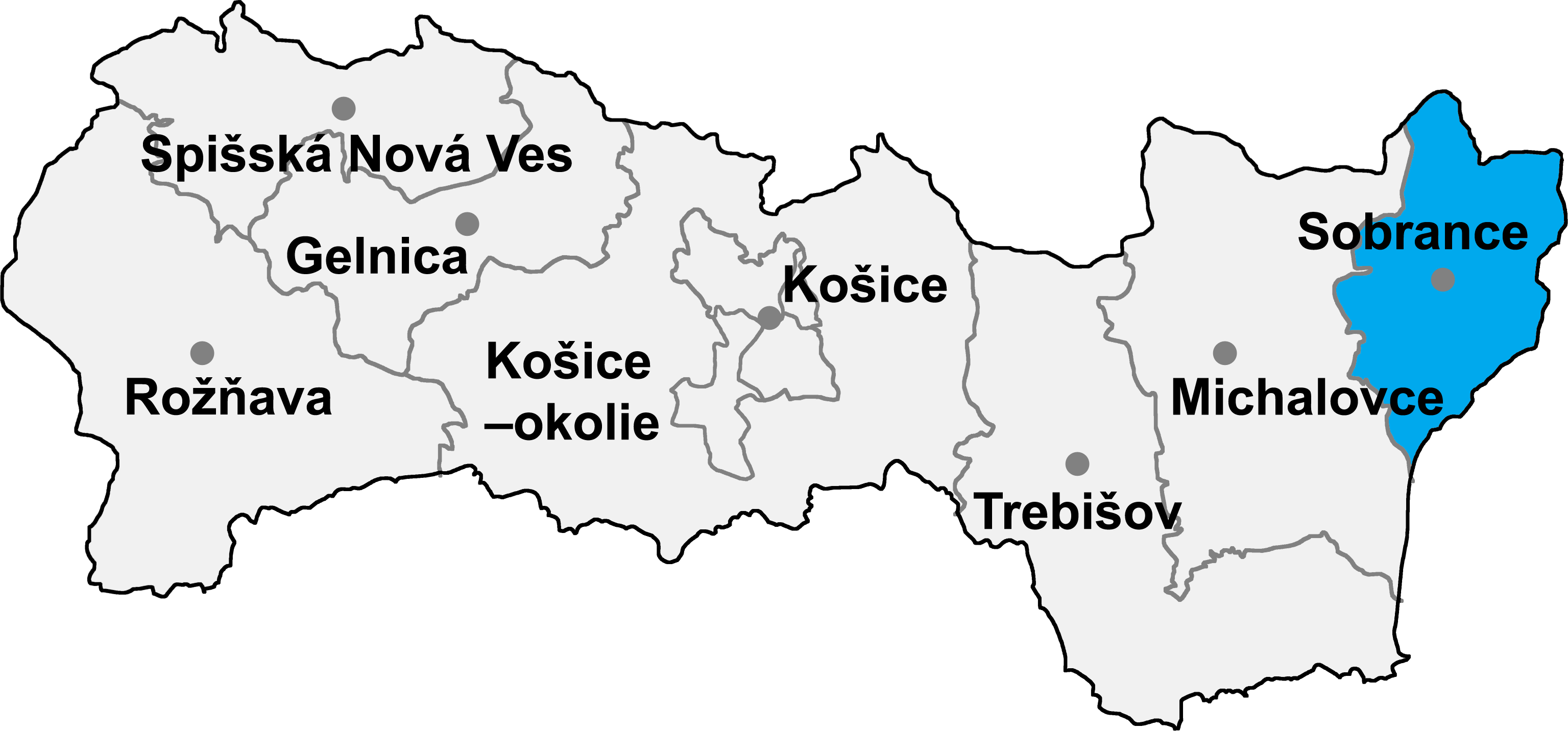
Districtul Sobrance

Districtul Sobrance (okres Sobrance) este un district în Slovacia estică, în Regiunea Košice.

## Demografie
| An:                | 1994   | 2004   | 2014   | 2024   |
| ------------------ | ------ | ------ | ------ | ------ |
| Număr de persoane: | 23.742 | 23.447 | 22.765 | 22.195 |
| Diferență:         |        | −1,24% | −2,90% | −2,50% |

| An:                | 2023   | 2024   |
| ------------------ | ------ | ------ |
| Număr de persoane: | 22.226 | 22.195 |
| Diferență:         |        | −0,13% |

## Comune
- Baškovce
- Beňatina
- Bežovce
- Blatná Polianka
- Blatné Remety
- Blatné Revištia
- Bunkovce
- Fekišovce
- Hlivištia
- Horňa
- Husák
- Choňkovce
- Inovce
- Jasenov
- Jenkovce
- Kolibabovce
- Koňuš
- Koromľa
- Krčava
- Kristy
- Lekárovce
- Nižná Rybnica
- Nižné Nemecké
- Orechová
- Ostrov
- Petrovce
- Pinkovce
- Podhoroď
- Porostov
- Porúbka
- Priekopa
- Remetské Hámre
- Ruská Bystrá
- Ruskovce
- Ruský Hrabovec
- Sejkov
- Sobrance
- Svätuš
- Tašuľa
- Tibava
- Úbrež
- Veľké Revištia
- Vojnatina
- Vyšná Rybnica
- Vyšné Nemecké
- Vyšné Remety
- Záhor